# Palacio Ruiz-Tagle
El Palacio Ruiz-Tagle es un inmueble ubicado en Santiago de Chile, específicamente en calle Catedral n.º 1402, esquina Hermanos Amunátegui, a escasa distancia de la Iglesia Santa Ana.

## Historia

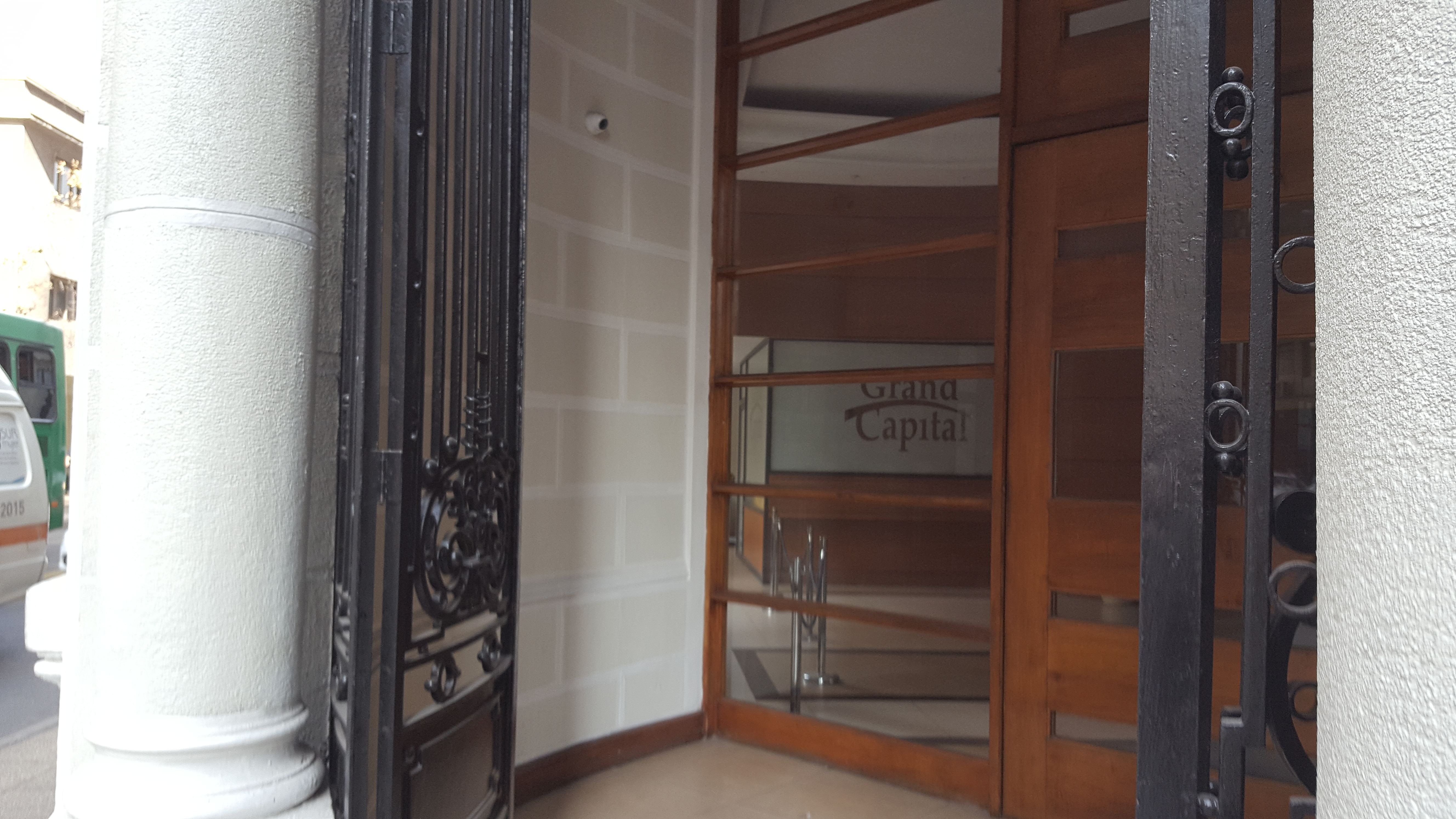
Entrada Palacio Ruiz-Tagle

El palacio fue edificado en 1924 por el arquitecto Santiago Cruz Guzmán para su uso por la familia Ruiz-Tagle y a pesar de su valor histórico, el edificio nunca fue declarado Monumento Histórico Nacional. En los años 1980 este fue arrendado de forma esporádica, quedando la construcción prácticamente abandonada. Los pisos de la primera planta fueron utilizados en su mayoría por comerciantes locales, aunque eventualmente estos también abandonaron la edificación, quedando esta en un estado de abandono y precariedad. 
La conservación del palacio fue posible gracias al actuar del Grupo Inmobiliario Max, el cual en el año 2004, obtuvieron los terrenos en donde se encontraba el palacio e inició la edificación del Edificio Grand Capital, quedando la construcción a cargo del arquitecto Pablo Gellona Vial, el cual reutilizó la fachada y las estructuras principales del palacio. Las principales tareas realizadas fueron para empezar, el reforzamiento de las vigas y andamios de anclaje tras los muros de la fachada, los cuales se encontraban en un lastimero estado debido al abandono del edificio. El Edificio Grand Capital fue finalmente inaugurado en el año 2006, sirviéndose de la fachada reparada y restaurada del palacio, reteniendo en su mayoría la arquitectura original.

## Arquitectura

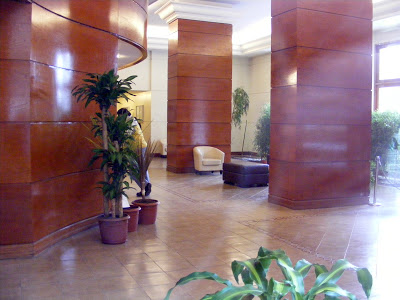
Hall de acceso Palacio Ruiz-Tagle.

La arquitectura del edificio se vio influenciada por un estilo arquitectónico republicano y europeísta, con ciertos rasgos neoclásicos. El palacio se encontraba dotado de abundantes balcones de balaustres y una terraza alta que hacia de mirador en la torre. En el interior del edificio se podían apreciar salones, escaleras de mármol y pasamanos de bronce. Contaba interiormente con un recibidor redondo y con una buena iluminación proporcionada por los bien distribuidos ventanales.